# Hullámvasút (Budapest)
A városligeti Hullámvasút a világ egyik legrégebbi faszerkezetű, működő hullámvasútja. 1922-ben épült, eredeti neve Hegyivasút volt. Az Angol Park, majd a Budapesti Vidám Park legnagyobb mutatványa volt.

## Előzménye
A Hullámvasút történetének kezdete egészen 1896-ig, az Ezredévi Kiállításig nyúlik vissza. Ekkor egy Friedmann Adolf nevű vállalkozó az Állatkert melletti telken, a későbbi Vidám Park területén megnyitotta az Ős-Budavára nevű hét hektáros szórakozóhelyet. Az eleve nem tartós anyagokból, ideiglenesre épült hely egészen 1910-ig állt fent, ekkorra teljesen lepusztult és divatjamúlttá vált, majd lebontották. A helyére a Széchenyi fürdő építése miatt áttelepített Vurstli került.
A kétes ügyletekkel foglalkozó vállalkozó ezután újabb építkezésbe fogott ugyanezen telek mellett, mindjárt az akkor a vasútig húzódó Hermina út túlfelén, ez volt az Amerikai Park, egy szórakoztató központ. Két év múltán csődbe jutott. Pár évvel korábban egy Kurt Meinhardt nevű, Bajorországból idetelepült fiatalember a jelenlegi Széchenyi fürdő, az akkori Vurstli területén felépítette szupermodern mutatványát, a Barlangvasutat. Ez annyira jól ment, hogy hamarosan két testvére és édesapja is ideköltözött.  Friedmann Adolftól megvették a csődbe ment Amerikai Park területének  bérleti jogát, majd nekifogtak egy nagy és modern vidámpark létrehozásának, ez lett az 1912-ben nyílt Angol Park. 
Az Angol Park eleinte kevés mutatvánnyal rendelkezett, ezek egyike volt az Amerikai Magasvasút. Ez a későbbi Hullámvasút helyén állt, de jóval alacsonyabb és rövidebb volt. Az Angol Park az 1920-as években élte fénykorát, szinte évadonként épültek az újabb mutatványok. A cég legnagyobb vállalkozása a Hullámvasút, akkori nevén Hegyivasút felépítése volt az Amerikai Magasvasút helyén.

## Leírása

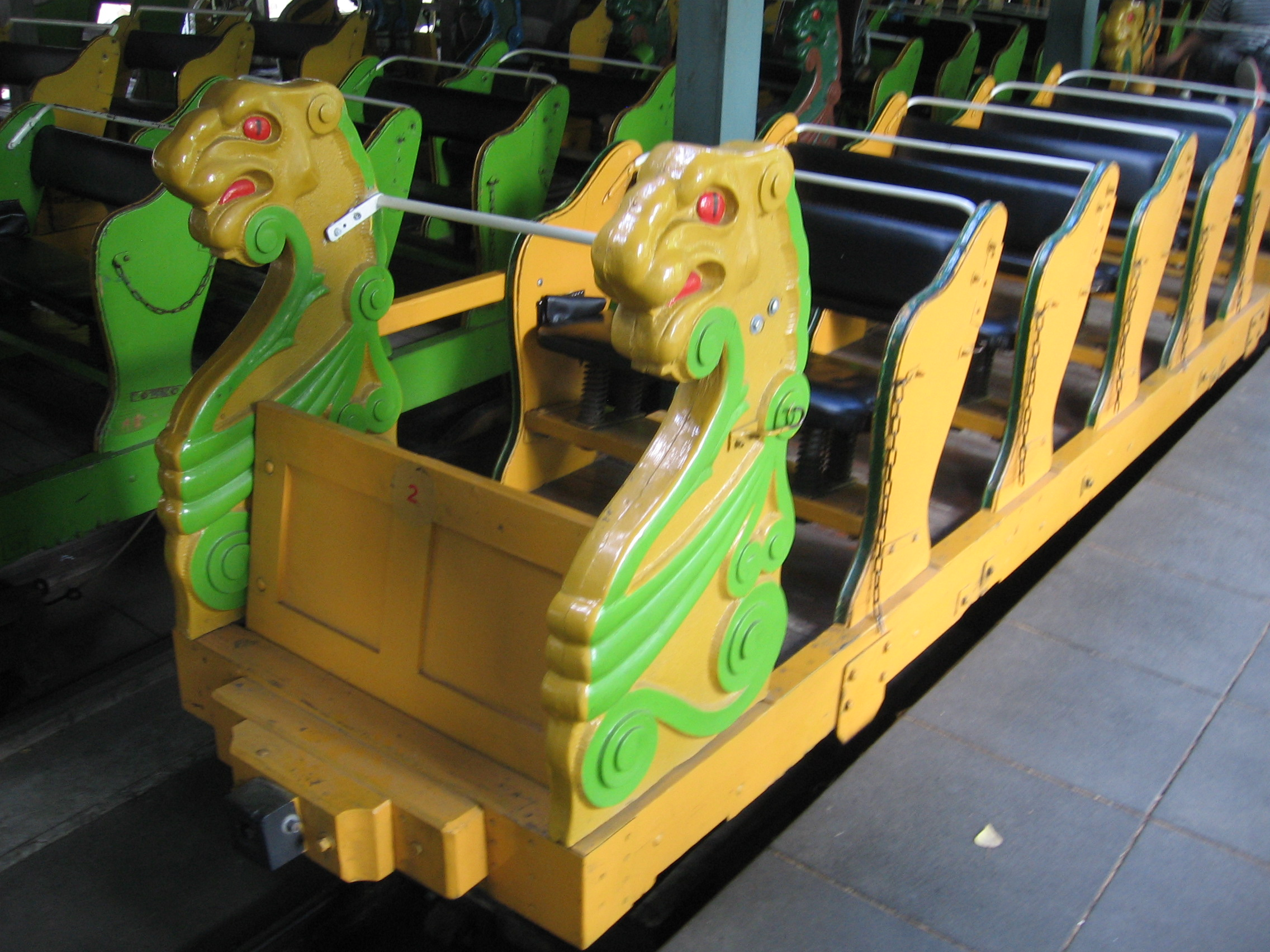
A Hullámvasút egyik szerelvénye

Dragon Ervin tervei alapján készült, 1922-ben nyílt meg, úgy tartották, hogy a maga idejében a legnagyobb ilyen volt a világon. Végső formáját 1926-ra nyerte el. Teljesen faszerkezetű, gravitációs elven működik. Ez azt jelenti, hogy a legmagasabb első emelkedőig drótkötél viszi fel a szerelvényeket, ezután azok teljesen maguktól gurulnak az alsó végpontig. Útközben a kanyarokban fékezni kell, ezért a szerelvényeken kezelő is utazik. A pálya teljes hossza 971 méter. 
Az alsó szinten sziklákat utánzó imitáció is épült. A mutatvány a háború alatt megsérült, ezért a jelenlegi pálya némileg rövidebb, mint az eredeti. A pálya alatti, másra nem hasznosítható területen, 1930 körül felépítették a Csodacsónakot, ez lett a későbbi Mesecsónak.
Az Angol Park késő éjszakáig tartott nyitva, ezért a Hullámvasút éjjeli fényeket is kapott a pálya mentén. 1960 körül új, akkor a legkorszerűbb neonvilágítást szerelték a pályára, azonban az 1970-es évektől a park zárása már napnyugta előtt történt, ezért a kivilágításra nem volt szükség, leszerelték a lámpákat. 2014 körül új világítást szereltek fel.  
A Hullámvasút hat szerelvénye három összekapcsolt, öt sor duplaüléses kocsiból áll, a vezető középen utazik, így összesen 28 utas szállítható. A szerelvényeket annakidején különféle színekre festették, de mára csak két szín maradt meg, az okkersárga és a zöld, orrukon számot viselnek. A kocsik sárkányos orra és oldalfala évtizedekig eredeti maradt, mára az orr műanyag utánzat. 
Az Angol Park és a Vidám Park fénykorában hétvégéken és ünnepnapokon akár száz méteres sor is várakozott a Hullámvasútra. Egyszerre akár három szerelvény is úton volt. A menetjegy ára az 1970-es években kettő forint volt. A Hullámvasúton több menet is lehetséges volt, ebben az esetben a pénzt egy külön fülkénél kellett leadni, kiszállás nélkül. A legzsúfoltabb időszakokban utasonként csak egy menetet engedélyeztek az üzemeltetők.
A Hullámvasút léceit és gerendáit a kezdetektől fogva folyamatosan vizsgálták, szükség esetén cserélték. Később a kanyarok íve alatt újabb támasztékokat is építettek. Az alvázakat és a futóműveket rendszeresen karbantartották, a mutatvány egésze rendszeres időközönként műszaki felülvizsgálaton és engedélyeztetésen esett át. 
A Hullámvasút az 1980-as évek vége körül teljesen új feljáratot kapott, ez jóval nagyobb, mint az eredeti volt. A kocsik mechanikus fékezését hidraulikusra cserélték. 
Lejtőn lefelé a legnagyobb gyorsulást az utolsó üléssoron lehet érezni, emelkedő végén az első üléssoron érezni a legnagyobb dobást. A legkiegyensúlyozottabb utazás középen van. Egy 2015-ös kisebb baleset után a tempót drasztikusan lecsökkentették, emiatt olyan is volt, hogy a túlzottan lelassult szerelvény a vízszintes szakaszok valamelyikén megállt, emberi erővel kellett megtolni. A túl lassú sebesség az utolsó időszakban erősen csökkentette a korábban tapasztalt utazási élményt. Az utolsó időszakban a ráfutásos balesetek megelőzésére már egyszerre csak egy szerelvényt engedtek a pályára. 
A menetdíj az utolsó évben 2 zseton, azaz 400 forint volt. A Vidám Park, majd utóda, a 2014-2015 között üzemelt Holnemvolt Park 2015 őszi bezárása után három kivételével az összes mutatványt lebontották. A 2013-ban az Állatkerthez került Körhinta, Hullámvasút és az alatta megbújó Mesecsónak műemléki védettséget élvez. (A Schäftner Körhinta kiváló állapotban a Holnemvolt Vár központi attrakciója maradt. Utóbbi kettő a bezárása óta azonban pusztulásnak indult.) Karbantartás hiányában a különleges vasút favázas szerkezete folyamatosan korhad. Egyes tervek 2024-es újranyitásról szóltak.